# Gilbert Alberti
Pour les articles homonymes, voir Alberti.

a Compétitions nationales et continentales officielles uniquement.

b Matchs officiels uniquement.
Gilbert Alberti, né le 7 avril 1934 à Ouveillan, est un joueur français de rugby à XIII dans les années 1950 et 1960. Il occupe plusieurs postes au cours de carrière tels que demi de mêlée, centre, ailier ou arrière.
Après la découverte du rugby à XIII à Castelnaudary, il intègre les équipes jeunes de Carcassonne et dispute le Championnat de France en 1951 à seulement dix-sept ans. Il y reste une décennie, le temps de remporter le Championnat de France en 1952 et 1953 ainsi que la Coupe de France en 1952. Il rejoint ensuite Lézignan et ajoute deux titres de Championnat de France en 1961 et 1963 ainsi que deux titres de Coupe de France en 1960 et 1966.
Fort de ses performances en club, Gilbert Alberti est régulièrement sélectionné en équipe de France et compte dix sélections entre 1953 et 1965 remportant des rencontres contre le Pays de Galles, la Grande-Bretagne et la Nouvelle-Zélande.

## Biographie
Né à Ouveillan dans le département de l'Aude près de Narbonne, Gilbert Alberti découvre le rugby à XIII à Castelnaudary dans le milieu scolaire et intègre au niveau junior de grand club d'après guerre de l'AS Carcassonne XIII. Ce dernier est l'un des grands clubs dominant le Championnat de France. Il fait ses premiers pas dans le Championnat lors de la saison 1951-1952 au milieu de nombreux internationaux tels que Puig-Aubert, Édouard Ponsinet, Henri Vaslin et Gilbert Benausse. Sa polyvalence lui permet de jouer à de nombreux postes même si ses débuts sont plutôt à la charnière.

## Palmarès
- Collectif : 
  - Vainqueur du Championnat de France : 1952, 1953 (Carcassonne), 1961 et 1963 (Lézignan).
  - Vainqueur de la Coupe de France : 1952[2] (Carcassonne), 1960 et 1966 (Lézignan).
  - Finaliste du Championnat de France : 1955, 1956 et 1958 (Carcassonne).
  - Finaliste de la Coupe de France : 1961 (Lézignan).

### Détails en sélection
| 1.  | 13 décembre 1953 | Pays de Galles   | 23-22 | Coupe d'Europe | Ailier        | 3 | 1 | - | - |
| 2.  | 27 avril 1954    | Grande-Bretagne  | 17-8  | Test-match     | Ailier        | - | - | - | - |
| 3.  | 11 décembre 1955 | Nouvelle-Zélande | 17-5  | Test-match     | Ailier        | - | - | - | - |
| 4.  | 8 janvier 1956   | Nouvelle-Zélande | 24-7  | Test-match     | Centre        | 3 | 1 | - | - |
| 5.  | 15 janvier 1956  | Nouvelle-Zélande | 22-31 | Test-match     | Demi de mêlée | - | - | - | - |
| 6.  | 21 janvier 1956  | Nouvelle-Zélande | 24-3  | Test-match     | Centre        | - | - | - | - |
| 7.  | 3 mars 1957      | Grande-Bretagne  | 19-19 | Test-match     | Ailier        | - | - | - | - |
| 8.  | 14 novembre 1965 | Nouvelle-Zélande | 14-3  | Test-match     | Centre        | - | - | - | - |
| 9.  | 28 novembre 1965 | Nouvelle-Zélande | 6-2   | Test-match     | Arrière       | - | - | - | - |
| 10. | 12 décembre 1965 | Nouvelle-Zélande | 28-5  | Test-match     | Arrière       | - | - | - | - |

#### Statistiques
| Saison    | Saison      | Championnat           | Championnat | Championnat | Championnat | Championnat | Championnat | Championnat | Coupe           | Coupe      | Coupe | Coupe | Coupe | Coupe | Coupe | Sélection | Sélection | Sélection | Sélection | Sélection | Sélection | Sélection |
| Saison    | Saison      | Comp.                 | Class.      | M           | Pts         | Ess.        | Buts        | Dp.         | Comp.           | Class.     | M     | Pts   | Ess.  | Buts  | Dp.   | Comp.     | M         | Pts       | Ess.      | Buts      | Dp.       |           |
| --------- | ----------- | --------------------- | ----------- | ----------- | ----------- | ----------- | ----------- | ----------- | --------------- | ---------- | ----- | ----- | ----- | ----- | ----- | --------- | --------- | --------- | --------- | --------- | --------- | --------- |
| 1951-1952 | Carcassonne | Championnat de France | Vainqueur   | ?           | -           | -           | -           | -           | Coupe de France | Vainqueur  | ?     | -     | -     | -     | -     |           |           |           |           |           |           |           |
| 1952-1953 | Carcassonne | Championnat de France | Vainqueur   | ?           | -           | -           | -           | -           | Coupe de France | 1/4 finale | ?     | -     | -     | -     | -     |           |           |           |           |           |           |           |
| 1953-1954 | Carcassonne | Championnat de France | 7e          | ?           | -           | -           | -           | -           | Coupe de France | 1/4 finale | ?     | -     | -     | -     | -     |           | 2         | 3         | 1         | -         | -         |           |
| 1954-1955 | Carcassonne | Championnat de France | Finaliste   | ?           | -           | -           | -           | -           | Coupe de France | 1/8 finale | ?     | -     | -     | -     | -     |           |           |           |           |           |           |           |
| 1955-1956 | Carcassonne | Championnat de France | Finaliste   | ?           | -           | -           | -           | -           | Coupe de France | 1/4 finale | ?     | -     | -     | -     | -     |           | 4         | 3         | 1         | -         | -         |           |
| 1956-1957 | Carcassonne | Championnat de France | 1/2 finale  | ?           | -           | -           | -           | -           | Coupe de France | 1/4 finale | ?     | -     | -     | -     | -     |           | 1         | -         | -         | -         | -         |           |
| 1957-1958 | Carcassonne | Championnat de France | Finaliste   | ?           | -           | -           | -           | -           | Coupe de France | 1/8 finale | ?     | -     | -     | -     | -     |           |           |           |           |           |           |           |
| 1958-1959 | Carcassonne | Championnat de France | 1/4 finale  | ?           | -           | -           | -           | -           | Coupe de France | 1/8 finale | ?     | -     | -     | -     | -     |           |           |           |           |           |           |           |
| 1959-1960 | Lézignan    | Championnat de France | 6e          | ?           | -           | -           | -           | -           | Coupe de France | Vainqueur  | ?     | -     | -     | -     | -     |           |           |           |           |           |           |           |
| 1960-1961 | Lézignan    | Championnat de France | Vainqueur   | ?           | -           | -           | -           | -           | Coupe de France | Finaliste  | ?     | -     | -     | -     | -     |           |           |           |           |           |           |           |
| 1961-1962 | Lézignan    | Championnat de France | 1/4 finale  | ?           | -           | -           | -           | -           | Coupe de France | 1/2 finale | ?     | -     | -     | -     | -     |           |           |           |           |           |           |           |
| 1962-1963 | Lézignan    | Championnat de France | Vainqueur   | ?           | -           | -           | -           | -           | Coupe de France | ?          | ?     | -     | -     | -     | -     |           |           |           |           |           |           |           |
| 1963-1964 | Lézignan    | Championnat de France | 1/4 finale  | ?           | -           | -           | -           | -           | Coupe de France | 1/4 finale | ?     | -     | -     | -     | -     |           |           |           |           |           |           |           |
| 1964-1965 | Lézignan    | Championnat de France | 1/4 finale  | ?           | -           | -           | -           | -           | Coupe de France | 1/4 finale | ?     | -     | -     | -     | -     |           |           |           |           |           |           |           |
| 1965-1966 | Lézignan    | Championnat de France | 1/4 finale  | ?           | -           | -           | -           | -           | Coupe de France | Vainqueur  | ?     | -     | -     | -     | -     |           | 3         | -         | -         | -         | -         |           |
| 1966-1967 | Lézignan    | Championnat de France | 1/4 finale  | ?           | -           | -           | -           | -           | Coupe de France | 1/8 finale | ?     | -     | -     | -     | -     |           | 3         | -         | -         | -         | -         |           |